# Satisfakce
Satisfakce (z lat. satis facere, učinit zadost, z toho česky zadostiučinění) je vyrovnání křivdy nebo urážky, splnění nějakého nároku, případně i uspokojení, jež z toho plyne.

## Historie
Ve starších společnostech, kde hrál významnou roli pojem cti, musela být urážka něčím vyrovnána. Protože se jednalo o urážku cti, nemohl uražený přijmout žádnou náhradu a vyžadoval satisfakci zvláštního druhu, obvykle v souboji. Nabídkou souboje („hozenou rukavicí“) uražený prokázal, že mu na cti záleží víc než na životě; původce urážky nemohl výzvu odmítnout a v souboji se musel uraženému postavit jako rovný. Protože tak oba riskovali život, mělo se za to, že urážka je tím vyrovnána. 
Tento starý zvyk, který křesťanství i později právní systémy moderních států ostře odsuzovaly, se nicméně dlouho udržoval například mezi důstojníky. V 19. století jej znovu oživili romantici, takže souboje byly běžné například mezi německými studenty a jizvy ze soubojů (tzv. mensura) se pokládaly za obzvlášť „čestné“, takže si je někteří dělali uměle.

## České právo
Zadostiučiněním (satisfakcí) se v českém právu rozumí omluva nebo jiné účinné odčinění nemajetkové újmy, třeba i ve formě peněžité náhrady. Konkrétní forma zadostiučinění odpovídá povaze porušeného práva, vždy by však mělo plně vyvážit způsobenou újmu.
Není-li předem ujednáno, vzniká právo na přiměřené zadostiučinění jen tehdy, stanoví-li tak výslovně zákon. Je tomu tak především v případě újmy na přirozených právech člověka, jako je lidská důstojnost, vážnost a čest, zdraví nebo soukromí, k čemuž nemusí dojít jen v soukromoprávních vztazích jednotlivců, ale i při výkonu veřejné moci. Dalším významným příkladem jsou neoprávněné zásahy do práv duševního vlastnictví, jako je autorské právo, průmyslové vlastnictví, obchodní firma a obchodní tajemství.